# Iraan (Texas)
Iraan es una ciudad ubicada en el condado de Pecos en el estado estadounidense de Texas. En el Censo de 2010 tenía una población de 1.229 habitantes y una densidad poblacional de 769,08 personas por km².

## Geografía
Iraan se encuentra ubicada en las coordenadas 30°54′47″N 101°54′0″O / 30.91306, -101.90000. Según la Oficina del Censo de los Estados Unidos, Iraan tiene una superficie total de 1.6 km², de la cual 1.6 km² corresponden a tierra firme y (0%) 0 km² es agua.

## Demografía
Según el censo de 2010, había 1.229 personas residiendo en Iraan. La densidad de población era de 769,08 hab./km². De los 1.229 habitantes, Iraan estaba compuesto por el 79.66% blancos, el 1.87% eran afroamericanos, el 1.22% eran amerindios, el 0.24% eran asiáticos, el 0.16% eran isleños del Pacífico, el 14.32% eran de otras razas y el 2.52% pertenecían a dos o más razas. Del total de la población el 53.21% eran hispanos o latinos de cualquier raza.